# La Rinconada (Perù)
La Rinconada è un centro abitato del Perù. Con un’altitudine media di 5 000 metri sul livello del mare, è considerato l’insediamento abitativo permanente più alto del mondo e quello più vicino alla stratosfera. 
Lo sfruttamento minerario dell’area perdura da secoli, tuttavia negli ultimi decenni l’aumento del prezzo dell’oro ha attratto sempre più lavoratori dal Perù meridionale e dai Paesi limitrofi, portando a una crescita vertiginosa della propria popolazione che, secondo un’indagine del 2023, si stima aggirarsi attorno ai 50 000 abitanti.

## Geografia fisica

### Geomorfologia e territorio
L’area abitata de La Rinconada è compresa nel Distretto di Ananea, si estende sul fianco occidentale di una diramazione del Nevado Ananea Grande che sovrasta la città e che i locali soprannominano La Durmiente, per via del profilo montuoso delle sue cime, che sembrano disegnare il profilo di una donna sdraiata supina.
Il massiccio dell’Ananea Grande contiene filoni auriferi di buona resa costituiti da quarzo aurifero di spessore variabile, intercalati da una sequenza stratigrafica di ardesie e quarziti del Paleozoico inferiore.
Le principali attrazioni naturalistiche, seppur assai impegnative da raggiungere, sono: 
- il ghiacciaio Ananea Grande (5.892 metri d’altitudine)
- la Laguna Rinconada
- la Laguna Lunare

L’intera area è a rischio sismico elevato, come gran parte del territorio andino peruviano.

### Clima e vegetazione
Posta sulle Ande a un’altitudine estrema, La Rinconada ha un insolito clima di tundra alpina, nonostante si trovi tra il Tropico del Capricorno e l’Equatore. L’estate è umida e piovosa, mentre l’inverno è secco e freddo, con temperature basse durante l’intero anno e nevicate frequenti. Le variazioni di temperatura nel corso della giornata sono molto significative, con una notevole escursione termica. La temperatura media annuale è di 1,3 °C, con una precipitazione media di 707 millimetri.
Il clima estremo e l'altitudine rendono assai difficile la coltivazione di frutta e verdura, mentre la vegetazione naturale è assai esigua.
| Mese                | Mesi | Mesi | Mesi | Mesi | Mesi | Mesi  | Mesi  | Mesi  | Mesi | Mesi | Mesi | Mesi | Stagioni | Stagioni | Stagioni | Stagioni | Anno |
| Mese                | Gen  | Feb  | Mar  | Apr  | Mag  | Giu   | Lug   | Ago   | Set  | Ott  | Nov  | Dic  | Est      | Aut      | Inv      | Pri      | Anno |
| ------------------- | ---- | ---- | ---- | ---- | ---- | ----- | ----- | ----- | ---- | ---- | ---- | ---- | -------- | -------- | -------- | -------- | ---- |
| T. max. media (°C)  | 8,3  | 7,7  | 8,0  | 8,6  | 8,5  | 8,2   | 8,2   | 9,6   | 9,6  | 11,0 | 10,3 | 8,7  | 8,2      | 8,4      | 8,7      | 10,3     | 8,9  |
| T. media (°C)       | 2,6  | 2,5  | 2,4  | 1,7  | 0,5  | −1,7  | −1,5  | −0,4  | 1,3  | 2,5  | 2,4  | 2,7  | 2,6      | 1,5      | −1,2     | 2,1      | 1,3  |
| T. min. media (°C)  | −3,1 | −2,6 | −3,2 | −5,1 | −7,5 | −11,6 | −11,2 | −10,3 | −7,0 | −5,9 | −5,5 | −3,3 | −3,0     | −5,3     | −11,0    | −6,1     | −6,4 |
| Precipitazioni (mm) | 135  | 113  | 106  | 50   | 19   | 7     | 6     | 15    | 34   | 51   | 67   | 104  | 352      | 175      | 28       | 152      | 707  |

## Toponimo
Il toponimo “Rinconada” deriva dallo spagnolo rincón, che significa “angolo”, probabilmente per la particolare ubicazione dell’area abitata.

## Storia
Lo sfruttamento delle miniere andine di alta quota e di quelle de La Rinconada risale all'epoca precolombiana, con gli studi che dimostrano un'attività più intensa durante l'epoca coloniale.
A partire dagli anni settanta del Novecento, l'aumento del prezzo dell'oro ha visto progressivamente aumentare l’afflusso di nuovi residenti, portando la popolazione locale a sfiorare una presenza stimata di oltre cinquantamila abitanti.

## Descrizione

### La città
L’insediamento abitativo è caratterizzato prevalentemente da edifici assai approssimativi in muratura grezza e dal tetto in metallo, raggruppati lungo un paio di strade principali che corrono parallele, dove sono concentrate anche le maggiori attività commerciali. Tuttavia le abitazioni sono in maggioranza modeste, prevalentemente realizzate in legno o metallo e sono in gran parte anguste, malsane e prive dei servizi essenziali.
La Rinconada è priva di un sistema di acque reflue e fognario, così come non esiste un servizio di raccolta e smaltimento dei rifiuti; ciò fa sì che le strade, non asfaltate, siano attraversate da rigagnoli di liquami e disseminate di rifiuti di vario genere. La spazzatura si trova accumulata con grande scempio e in abnorme quantità al di fuori del centro abitato, dove talvolta viene anche incenerita arrecando un ulteriore danno all’ecosistema, già fortemente inquinato dagli scarichi industriali e fognari.
L’approvvigionamento idrico non è capillare, pertanto non serve tutte le abitazioni ed è in parte garantito da un empirico sistema a vista di condotte in gomma che provengono dal vicino ghiacciaio, poiché i laghi circostanti sono contaminati dal mercurio proveniente dalla raffinazione dell’oro, oppure dalle molteplici discariche abusive di rifiuti. Anche l’approvvigionamento dell’energia elettrica è parziale, destinato principalmente al funzionamento delle attività minerarie e produttive, nonché ai principali esercizi commerciali.
Assai precaria è la funzione pubblica. Vi è una sola scuola statale che garantisce il livello di istruzione fino alla scuola primaria, una sola stazione di polizia, che tuttavia conta un numero insufficiente di agenti per far fronte all’altissimo tasso di criminalità. Non c’è un carcere e nemmeno un ufficio postale e per le cure sanitarie vi sono alcuni ambulatori dentistici ma una sola clinica ambulatoriale, che dispone di pochissimi posti letto e scarse attrezzature mediche.

### Infrastrutture e trasporti
La Rinconada dista circa due ore di strada da Putina, da dove parte la principale arteria stradale parzialmente asfaltata che la collega mediante un servizio di minibus. Tuttavia il percorso stradale in direzione de La Rinconada è prevalentemente sterrato nell’ultimo tratto ed è quasi del tutto privo di protezioni laterali, con tratti assai esposti o soggetti a frane o smottamenti e spesso teatro di numerosi incidenti stradali dall’esito fatale.
La città non dispone di un proprio servizio di trasporto pubblico e non è raggiunta dalla ferrovia; la sua rete stradale è assai precaria, scarsamente manutenuta e sovente ricoperta da uno strato ghiacciato che si forma nottetempo.
L’aeroporto più vicino è quello di Juliaca, che dista circa 120 chilometri.

### Telecomunicazioni

#### Televisione
- América Televisión
- TV Perú

#### Radio
- RPP (nazionale)
- Radio Onda Minera
- Radio Rinconada

#### Telefonia e internet
- Movistar
- Bitel
- Claro
- Entel

## Economia

### L'economia urbana di sussistenza
Il settore minerario è il vero fulcro dell’economia locale, pertanto l’attività commerciale presente è essenziale, ovvero di mera sussistenza. Essa è costituita da piccoli negozi dediti alla vendita di alimentari, articoli di prima necessità, dispositivi elettronici e, ovviamente, attrezzi da scavo di ogni genere. Il clima estremo e l’altitudine rendono assai difficile la coltivazione di frutta e verdura. Vengono coltivati prevalentemente tuberi, mentre la carne dei pochi camelidi, ovvero lama e alpaca che pascolano per le vie della città nutrendosi di avanzi di cibo, rappresentano una delle poche fonti di proteine locali e, benché la loro carne sia fortemente contaminata dagli agenti inquinanti dovuti all’attività estrattiva e di raffinazione, viene tuttavia comunemente consumata dagli abitanti.
Le strutture ricettive e ricreative intese in senso turistico sono praticamente inesistenti, essendo La Rinconada fuori dalle comuni tratte turistiche, poiché una meta sconsigliata per motivi di salute dovuti all’altitudine, di sicurezza personale per via della criminalità diffusa e infine perché difficile da raggiungere. Tuttavia, numerosi sono gli hostal, ovvero modeste locande e c'è un discreto numero di bagni pubblici. Vi sono inoltre una palestra, alcuni campi da calcio in erba sintetica, sale giochi, discoteche, numerosi bar e postriboli più o meno clandestini dove è largamente praticata la prostituzione minorile. Non vi sono banche, ma soltanto svariate attività che acquistano l’oro sotto forma di amalgama realizzata con l'impiego del mercurio come legante.

### Le miniere aurifere
Il territorio del ghiacciaio Ananea contiene svariati filoni auriferi che consentono una buona resa, ovvero da 12 a 15 PPM cioè grammi d’oro per tonnellata di roccia estratta. A supervisionare e gestire l’attività mineraria in tutte le sue parti è la società CMASA - Corporación Minera Ananea S.A. che ottiene ciclicamente la concessione da parte dello Stato. A sua volta, la CMASA, subappalta lo sfruttamento di determinate porzioni della miniera a circa 450 cooperative contrattiste, che si avvalgono della manodopera di decine di migliaia di minatori. Tuttavia, la maggior parte delle cooperative contrattiste non ha conoscenze tecniche adeguate, né dispone di mezzi economici sufficienti e quindi le società subappaltatrici solitamente acquistano o affittano presso la CMASA macchinari, utensili ed esplosivi ma vengono utilizzati metodi molto semplici ma poco sicuri. Con l’assenza di centine di sostegno si verificano frequenti crolli, inondazioni e con la mancanza di aerazione si forma un ambiente insalubre all’interno delle gallerie, sia per la presenza di silice che di gas tossici dovuti all’impiego dell'esplosivo. Inoltre, l'angusto dedalo di gallerie e pozzi della miniera non facilita certo l'orientamento e il rispetto dei confini, pertanto i lavoratori di diverse società spesso si sovrappongono.
Le gallerie di accesso ai filoni auriferi partono dalla base del ghiacciaio Ananea, a circa un’ora di cammino a monte della città, su tortuosi sentieri scoscesi. L’estrazione avviene con metodi artigianali, non automatizzati e comporta quindi un grande impiego di manodopera. Le gallerie, spesso provviste di cartelli che autorizzano a sparare a vista a chi entra senza autorizzazione. hanno una lunghezza media di un chilometro e sono scavate tramite brillamento a miccia di dinamite. I fori di brillamento sono realizzati con perforatori pneumatici, ma assai spesso anche a mano. L’inerte viene scaricato direttamente lungo le pendici della montagna creando una superficie instabile e franosa, mentre il minerale contenente oro viene accumulato in sacchi chiusi, portati fino all’imboccatura della galleria a spalla o con carretti su decauville. I sacchi vengono poi trasportati a valle con piccoli autocarri e mezzi di fortuna presso lo stabilimento che si occupa della prima fase di lavorazione. L’oro viene estratto dapprima con la triturazione della roccia che lo contiene e poi con un processo di amalgama con il mercurio. Successivamente, con un’ultima fase di surriscaldamento, il mercurio viene fatto evaporare e si ottiene oro con una purezza dell’80% circa.
Dal 2013, per dichiarazione della stessa CMASA, viene anche impiegato un processo di estrazione al cianuro per separare il metallo dalla roccia.
Il lavoro è solitamente organizzato su due turni giornalieri di quattro ore ciascuno, uno alla mattina e uno al pomeriggio. I minatori fanno uso di pochi e semplici dispositivi di protezione: casco con luce frontale, stivali e tuta da lavoro. La gestione della sicurezza è lasciata ai singoli lavoratori, pertanto non esiste una direzione tecnica né una supervisione della sicurezza. La speranza di vita è inferiore ai quarant’anni, prevalentemente per i frequenti incidenti dovuti anche all’uso poco scrupoloso degli esplosivi. Dove non si rischia la morte o il ferimento per l’esplosivo e le condizioni estreme del lavoro in miniera, si è esposti al rischio di intossicazione da mercurio, arsenico, piombo e cianuro, sostanze ampiamente utilizzate per l’estrazione e la lavorazione dell’oro e il cui impiego non è regolamentato, con relativi danni all’ambiente circostante.

### Ilcachorreo
Tutte le imprese minerarie subappaltatrici pagano i minatori in natura, ovvero con l’arcaico sistema del cachorreo. Questo obsoleto sistema retributivo risale all’epoca coloniale quando i capi locali (cacique) organizzavano le squadre di nativi americani per lo sfruttamento minerario assumendo i costi del loro mantenimento. Anche la modalità di pagamento tramite cachorreo risale allo stesso periodo. Sostanzialmente il cachorreo per il minatore consiste nel lavorare 28 giorni consecutivi per il contrattista senza alcuna retribuzione. Negli ultimi due giorni successivi, prima della fine del mese, ai minatori è concesso riposarsi, oppure di sfruttare in proprio la miniera scavando il più possibile in una determinata area di pochi metri quadrati, portandosi a valle quanto più minerale riescano a trasportare, facendosi carico delle spese di triturazione e dell’estrazione dell’eventuale oro con l’amalgama di mercurio. L’eventuale oro che il minatore riesce a ricavare da questa operazione costituisce il proprio emolumento mensile, la cui entità dipende però principalmente dalla buona sorte, più che dalle reali capacità del minatore stesso.

### Lepallaqueras
Alle donne è severamente proibito l’accesso alle miniere. Secondo un’antica credenza locale porterebbero sfortuna, poiché il loro ingresso in miniera farebbe ingelosire La Durmiente, scatenando terremoti, oppure facendo scomparire l’oro dalle viscere della montagna. A costoro è quindi riservato il pericoloso lavoro di recupero, a vista, del minerale dall'inerte di scarto.
Molte donne, si stima circa 20 000, lavorano quindi come pallaqueras, chinate vicino agli ingressi delle gallerie e sui pendii scoscesi, dove viene scaricato l’inerte. Esse controllano a mano le singole pietre alla ricerca di pagliuzze d’oro. Questo lavoro è rischioso tanto quanto quello in galleria per il pericolo di smottamenti e di cadute. Il termine pallaquera viene dal verbo pallaquear o pallar (derivato dal quechua pallay = "raccogliere da terra") usato in Perù e Bolivia per indicare proprio l'operazione di cernita del minerale di maggior titolo tra l'inerte scavato.

## Società

### Popolazione
La maggior parte degli abitanti è di origine amerinda ma non è originaria del luogo, poiché proveniente da altri distretti del Perù o dalla vicina Bolivia. Attratta dal lavoro nel settore minerario, una buona parte degli abitanti vi risiede soltanto temporaneamente. Questo ricambio però non è monitorato.
La popolazione maschile è prevalentemente parte della manovalanza della miniera, mentre quella femminile trova impiego come pallaquera e presso le attività della città dedite al commercio e all'intrattenimento di vario genere. Pochi sono i bambini, prevalentemente in età scolare.
È molto probabile lo sfruttamento del lavoro minorile in miniera e la prostituzione.

### Condizioni ambientali
Le condizioni ambientali della zona sono assai critiche. La totale assenza di fognature e di un sistema di nettezza urbana rendono l'ambiente molto inquinato e insalubre, tuttavia le temperature rigide che non superano i 5° C durante quasi tutto l'anno limitano il propagarsi dei batteri dovuti alla scarsa igiene.
I processi di estrazione aurifera presenti negli stabilimenti di lavorazione della città producono una grande quantità di effluenti liquidi altamente tossici contenenti mercurio e arsenico, che vengono scaricati un po’ ovunque e anche vicino alle abitazioni senza alcuna prevenzione. Tuttavia questi fanghi contengono ancora una certa percentuale d’oro, pertanto la Corporación Minera Ananea ne proibisce lo smaltimento o la vendita. Anzi, da alcuni anni la società mineraria ha avviato un processo di raffinazione di questi fanghi residui con un trattamento a base di cianuro, producendo un'ulteriore contaminazione che si aggiunge a quella di mercurio e arsenico.
L'Organizzazione delle Nazioni Unite per lo sviluppo industriale (UNIDO) stima che per ogni grammo d'oro estratto vengano rilasciati nell'ambiente da 2 a 5 grammi di mercurio e altre sostanze inquinanti.

### Prostituzione minorile
Secondo le stime della polizia locale si ipotizza che almeno 1 500 ragazze tra i 15 e i 16 anni lavorino come prostitute nei postriboli de La Rinconada. Molte di loro provengono da varie zone del Perù e dalla vicina Bolivia, spesso attratte con l’inganno da una promessa di un buon lavoro ma successivamente immesse nella rete criminale di sfruttamento della prostituzione della città.

### Qualità della vita
Alla luce di tutto ciò si può desumere che la qualità della vita a La Rinconada sia piuttosto bassa. I fattori che determinano questo livello così critico non sono soltanto riconducibili al clima e al rischio di ipossia causato dall’altitudine, a cui la popolazione locale tende ad adattarsi, quanto alle assai precarie condizioni di lavoro nello stabilimento minerario e nel suo indotto, nonché all’alto tasso di inquinamento ambientale, alle pessime condizioni igieniche, alla piaga dell’alcolismo, della droga e della criminalità, nonché alla diffusione di malattie sessualmente trasmissibili, facilitata dalla locale prostituzione.
La speranza di vita è di circa quarant’anni, di oltre vent’anni inferiore rispetto al resto della popolazione peruviana.